# 静岡県道341号水神田子浦港線
静岡県道341号水神田子浦港線（しずおかけんどう341ごう すいじんたごのうらこうせん）は、静岡県富士市内を通る一般県道である。

## 概要

### 路線データ
- 起点：静岡県富士市水神
- 終点：田子浦港（静岡県富士市田子）
- 道路区域が指定されていない区間
静岡県富士市水神（起点） から
静岡県富士市松岡（「富士川緑地公園」北） まで

## 沿革
- 1971年（昭和46年）9月25日 - 認定[1]

## 地理

### 通過する自治体
- 静岡県富士市

### 接続する道路
- 富士市道（富士市松岡、「富士川緑地公園」北）
- 富士市道（終点：富士市田子、田子浦港）

### 周辺
- 松岡 水神社[2]
- 富士川
- 富士川緑地公園
- 田子の浦港
- 国道1号（富士由比バイパス）
- 道の駅富士
- 国土交通省 関東地方整備局 甲府河川国道事務所 富士川下流出張所
- 富士市立田子浦中学校
- 富士市立田子浦小学校
- 富士市立富士南小学校
- 田子浦南郵便局
- 田子の浦漁業協同組合
- スズヤス 静岡支店・富士工場
- 三興開発 本社・骨材製造工場・富士HBソイルセンター
- ファイマテック 富士工場
- 小林クリエイト 富士工場
- ポリプラスチックス 富士工場
- 旭化成 富士支社
- 旭化成ホームズ 住宅総合技術研究所
- ヤマダ電機 テックランド富士店
- イオン富士南ショッピングセンター
  - マックスバリュ 富士南店
- マックスバリュエクスプレス 富士川成新町店
- 県営自由ヶ丘団地